# Palmadusta clandestina
Palmadusta clandestina is een slakkensoort uit de familie Cypraeidae. De wetenschappelijke naam werd gepubliceerd in 1767 door Carl Linnaeus.